# Nationalpark Barisan Selatan
Der Barisan Selatan ist ein Nationalpark auf Sumatra mit einer Gesamtfläche von 356.800 Hektar. Gemeinsam mit dem Nationalpark Gunung Leuser und dem Nationalpark Kerinchi-Seblat wurde er 2004 unter der Bezeichnung Tropische Regenwälder von Sumatra in die Liste des UNESCO-Weltnaturerbes aufgenommen. Der Barisan Selatan ist Teil des Sumatra von Norden nach Süden durchlaufenden Gebirgszuges – des Barisan Gebirges, (indon.: Bukit Bariasan)

## Flora und Fauna
In diesem Reservat trifft man auf die noch relativ unberührte Flora und Fauna Süd-Sumatras. Die Fruchtbarkeit der vulkanischen Böden und das humideste Klima der gesamten Insel bilden die Grundlage für eine artenreiche Vegetation. Beispielsweise findet man dort die Titanenwurz (Amorphophallus titanum). Der Park ist die Heimat vieler Vogel- und insbesondere auch bedrohter Säugetierarten, wie des Sumatra-Elefanten (etwa 500 Tiere), des gestreiften Sumatra-Kaninchens, sowie des Sumatra-Nashorns mit einer geschätzten Population von ungefähr 70 Exemplaren und des Sumatra-Tigers mit einer etwa halb so großen Population. Darüber hinaus kommen zahlreiche weitere teilweise bedrohte Großtierarten, wie Nebelparder, Schabrackentapire, Sambarhirsche, Indischer Muntjaks, Wildschweine, Siamangs und Gibbons vor.

## Schutz des Parks
Der Park wurde 1935 zunächst als Zufluchtsort für Wildtiere gegründet und im Jahr 1982 zum Nationalpark ausgebaut. Seit dem Jahr ist er zusammen mit anderen Nationalparks in der Welterbe-Liste der UNESCO verzeichnet, seit 2011 aber auch auf der Roten Liste des gefährdeten Welterbes.
Durch illegale Landwirtschaft verlor der Park zuletzt 20 % des Waldbestandes, sodass ihm die Naturschutzorganisation WWF zu Hilfe kam. Der WWF fand heraus, dass mehr als 450 km² des Parkgeländes für Kaffeeanbauzwecke verwendet wurde. Heutzutage arbeitet die Organisation im Einvernehmen mit den weltweit ausgerichteten Kaffeeherstellern (darunter der Nestlé-Konzern) daran, illegal angebauten Kaffee nicht anzukaufen.